# Larry Nance Jr.

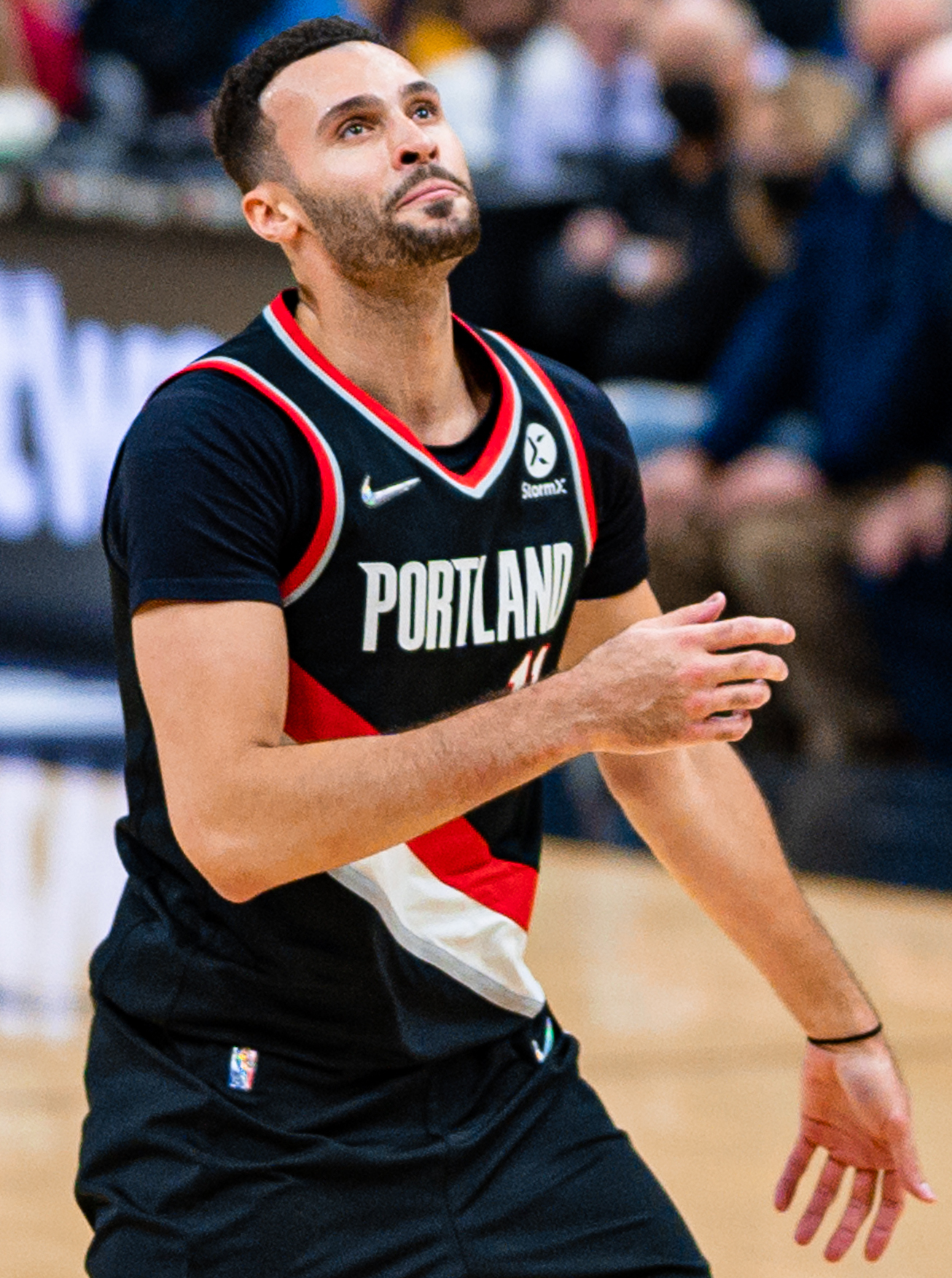
Larry Nance Jr., 2021.

Larry Donnell Nance Jr., född 1 januari 1993 i Cleveland i Ohio, är en amerikansk professionell basketspelare (C/PF) som spelar för Cleveland Cavaliers i National Basketball Association (NBA). Han har tidigare spelat för Los Angeles Lakers, Portland Trail Blazers, New Orleans Pelicans och Atlanta Hawks.
Nance draftades av Los Angeles Lakers i första rundan i 2015 års draft som 27:e spelare totalt.
Innan han blev proffs studerade Nance vid University of Wyoming och spelade för deras idrottsförening Wyoming Cowboys.
Han är son till Larry Nance och bror till Pete Nance.